# QV3
QV 3 est un des tombeaux situé dans la vallée des Reines, dans la nécropole thébaine, sur la rive ouest du Nil face à Louxor en Égypte.

## Description
QV 3 est une tombe anonyme datant de la XVIIIe dynastie. Elle est formée d'un puit qui relie la surface à une petite chambre, qui communique avec les tombeaux QV 5, QV 6 et QV 81, dans laquelle l'égyptologue Elizabeth Thomas a relevé la présence de tessons de poterie.
Elle est aujourd'hui fermée par une grille installée par le Conseil suprême des Antiquités égyptiennes, car ses murs en schiste argileux se détériorent progressivement.

## Histoire
La tombe a été réutilisée durant la Troisième Période intermédiaire. Plus récemment, elle a été déblayée en 1984 par une équipe franco-égyptienne. En 1994, elle a été affectée par une innondation qui l'a remplie de boue.